# Plants vs. Zombies
Plants vs. Zombies is een torenverdediging-computerspel voor Android, bada, BlackBerry 10, iOS, OS X, Nintendo DS, PlayStation 3, PlayStation Vita, Symbian, Windows, Windows Phone en Xbox 360. Het spel werd ontwikkeld en uitgegeven door PopCap Games, een onderdeel van Electronic Arts.

## Gameplay
De speler moet samen met de buurman, genaamd Crazy Dave (Nederlands: Gekke Henkie), een huis beschermen tegen de aanhoudende aanvalsgolven van een leger zombies. Hierbij kan de speler gebruikmaken van een groot scala aan bloemen en planten, die elk specifieke eigenschappen bezitten. Maar sommige zombies bezitten op hun beurt extra kwaliteiten om de verdediging van de planten op de proef te stellen. In verschillende levels moet het huis, gedurende dag en nacht, beschermd worden tegen de indringers, op het gazon, het achtererf (waaronder het zwembad) en zelfs op het dak.

## Ontwikkeling
Het spel werd voor pc en Mac uitgebracht op 5 mei 2009 en op dezelfde dag beschikbaar gemaakt op Steam. Een versie voor de iPhone verscheen in februari 2010 en een uitgebreide Xbox Live Arcade-versie, dat een multiplayer-modus en nieuwe levels introduceert, werd uitgebracht in september 2010. Het spel ontving positieve recensies, werd meermaals genomineerd voor de Interactive Achievement Awards en ontving tevens lof voor de gamemuziek.

## Platforms
| Jaar | Platform                                                 |
| ---- | -------------------------------------------------------- |
| 2009 | Mac OS X, Windows                                        |
| 2010 | Xbox 360, iPad, iPhone                                   |
| 2011 | Android, Nintendo DS, PlayStation 3, Windows Phone, bada |
| 2012 | PlayStation Vita                                         |
| 2013 | BlackBerry, Symbian                                      |

## Ontvangst
| Beoordeeld door                      | Platform | Datum             | Score |
| ------------------------------------ | -------- | ----------------- | ----- |
| Destructoid                          | Windows  | 5 mei 2009        | 100%  |
| HonestGamers                         | Windows  | 5 mei 2009        | 100%  |
| Gameplayer.se                        | Windows  | 3 augustus 2009   | 90%   |
| Multiplayer.it                       | Windows  | 4 mei 2009        | 90%   |
| Games Aktuell                        | Windows  | 26 mei 2009       | 90%   |
| Edge                                 | Windows  | 5 mei 2009        | 90%   |
| Brash Games                          | Windows  | 15 oktober 2010   | 90%   |
| Everyeye.it                          | Windows  | 11 juli 2009      | 80%   |
| Pocket Magazine / Pockett Videogames | PS Vita  | 16 april 2012     | 60%   |
| VideogameUK                          | Xbox 360 | 20 september 2010 | 50%   |

## Trivia
- Het spel is opgenomen in het boek 1001 Video Games You Must Play Before You Die van Tony Mott.

## Vervolgen
In 2013 lanceerde PopCap, Plants vs. Zombies Adventures (Facebook), Plants vs. Zombies 2 (iOS) en Plants vs. Zombies 2: It’s About Time (iOS). In 2014 werd Plants vs. Zombies: Garden Warfare (Xbox One, Xbox 360, pc, PlayStation 3, PlayStation 4) uitgebracht. In 2016 werd deel 2 van Plants vs. Zombies: Garden Warfare uitgebracht. Plants vs. Zombies: Garden Warfare 2 werd uitgebracht op de Xbox One, PlayStation 4 en pc. Plants vs. Zombies: Heroes werd uitgebracht op de smartphone.